# Дубровський (Алейський район)
Дубро́вський (рос. Дубровский) — селище у складі Алейського району Алтайського краю, Росія. Входить до складу Кіровської сільської ради.

## Населення
Населення — 57 осіб (2010; 113 у 2002).
Національний склад (станом на 2002 рік):
- росіяни — 84 %